# 出版
出版是將任意資訊、著作、音樂、軟件及其他內容以有償或免費的形式公開發表的行為。拥有大量复制或同等规模的传播力的公开发表都统称之为出版。
傳統意義上，出版的對象多是印刷品（如書籍、漫畫及報刊雜誌）。現今隨著信息化的普及，出版的對象也可以是電子書、電子雜誌、電子遊戲、互聯網站點、社交媒體資訊及流媒體音樂。
在大多数国家，作品一经完成，不论是否出版，即享有著作权。作品获得国际标准书号并经過一定资质的出版机构印刷成书籍称为出版物；出版物内容以数码形式呈现的称之为电子出版物或叫做电子书。以出版为主的生产或者产业领域称为出版业。

## 私人發行
私人發行（英語：privishing）是透過非公開管道，針對指定個別受眾所進行之內容發行模式。如經選定特定收信人之群組信、具會員機制之零售或訂閱內容等。